# Opera (Lombardei)
Opera ist eine italienische Gemeinde mit 14.340 Einwohnern (Stand 31. Dezember 2023) in der Metropolitanstadt Mailand, Region Lombardei.
Die Nachbarorte von Opera sind Mailand, San Donato Milanese, Rozzano, Locate di Triulzi, Pieve Emanuele und San Giuliano Milanese.

## Demografie
Opera zählt 5.574 Privathaushalte. Zwischen 1991 und 2001 stieg die Einwohnerzahl von 13.245 auf 13.373. Dies entspricht einem prozentualen Zuwachs von 1,0 %.

## Persönlichkeiten
- Gaudenzio Tonoli (* 1940), Radrennfahrer